# Rionero in Vulture
Rionero in Vulture est une commune italienne d'environ 12980 habitants, située dans la province de Potenza, dans la région Basilicate, en Italie méridionale. C'est la ville natale de Carmine Crocco et Giustino Fortunato.

## Personnalités liées à la commune
- Luigi Granata (1776-1841), agronome et économiste, né à Rionero in Vulture.
- Carmine Crocco (1830-1905), brigand et chef de bande
- Donato Castellaneta (1931-2014), acteur, né à Rionero in Vulture.

## Administration
| Période                                  | Période | Identité | Étiquette | Qualité |
| ---------------------------------------- | ------- | -------- | --------- | ------- |
|                                          |         |          |           |         |
| Les données manquantes sont à compléter. |         |          |           |         |

### Communes limitrophes
Aquilonia, Atella, Barile, Calitri, Melfi, Rapolla, Ripacandida, Ruvo del Monte